# Zware Jongens (artiesten)
De Zware Jongens zijn een Nederlands feestzangersduo, bestaande uit Fokko Dam en Arie Kuipers.

## Geschiedenis
Dam is onder meer bekend als "De man met de bordjes" van de Blauhúster Dakkapel, en Kuipers maakte deel uit van De Dikke Lul Band, een duo dat vooral in studentenkringen populair was, en is componist van onder meer de schaatshit "Bonkevaart/Bonkefeart". In 2000 begonnen zij als De Zware Jongens. Deze naam heeft niets met de gelijknamige stripfiguren te maken, maar verwijst naar hun gewicht.
Hun eerste hit was het "Bejaardenlied" (2000); daarna kwam de Nederlandse versie van "Anton aus Tirol". Verdere spraakmakende nummers zijn "Wurst, Wurst, Wurst" en het nummer "Stil Aan De Overkant", dat vaak in voetbalstadions wordt gezongen. Zo hadden ze ook hits die het vooral in kroegen goed deden, zoals "De Houthakker" en "Alles heeft een einde en een worst wel twee".
In het voorjaar van 2007 verscheen de single De Jodeljump, die samen met de Belgische jodelkoning Frans werd opgenomen.
Het Friese duo maakt traditiegetrouw een lied voor de Sneekweek, zoals "Allemaal Snekers" (met Johan Vlemmix), "In de Sneekweek" en "De Sneekweek-medley".

## Discografie

### Albums
| Album met eventuele hitnotering(en) in de Nederlandse Album Top 100 | Datum van verschijnen | Datum van binnenkomst | Hoogste positie | Aantal weken | Opmerkingen   |
| ------------------------------------------------------------------- | --------------------- | --------------------- | --------------- | ------------ | ------------- |
| Dikke pret!                                                         | 2000                  | -                     |                 |              |               |
| Stil aan de overkant!                                               | 2002                  | -                     |                 |              |               |
| Het beste van de Zware Jongens                                      | 2006                  | -                     |                 |              | Verzamelalbum |
| Jodeljump en andere hits                                            | 2010                  | -                     |                 |              | Verzamelalbum |

### Singles
| Single met eventuele hitnotering(en) in de Nederlandse Top 40 | Datum van verschijnen | Datum van binnenkomst | Hoogste positie | Aantal weken | Opmerkingen                                        |
| ------------------------------------------------------------- | --------------------- | --------------------- | --------------- | ------------ | -------------------------------------------------- |
| Bejaardenlied / Pamela                                        | 2000                  | -                     |                 |              | met Jantje S. uit V. / Nr. 59 in de Single Top 100 |
| Anton aus Tirol                                               | 02-2000               | -                     |                 |              | Nr. 21 in de Single Top 100                        |
| Holland is de kampioen! (Voetbal Anton)                       | 05-2000               | -                     |                 |              | Nr. 40 in de Single Top 100                        |
| Wurst wurst wurst                                             | 11-2000               | -                     |                 |              | Nr. 41 in de Single Top 100                        |
| Wilhelmus                                                     | 2001                  | -                     |                 |              | met Johan Vlemmix / Nr. 78 in de Single Top 100    |
| Stil aan de overkant!                                         | 02-2001               | -                     |                 |              | Nr. 61 in de Single Top 100                        |
| Hang on Sloopy                                                | 2001                  | -                     |                 |              | Nr. 72 in de Single Top 100                        |
| Heidi Heidi hoo                                               | 01-2002               | -                     |                 |              | Nr. 42 in de Single Top 100                        |
| 't Komt wel voor elkaar                                       | 01-2004               | -                     |                 |              | Nr. 58 in de Single Top 100                        |
| Stil aan de overkant (Oranje 2004 versie!!)                   | 05-2004               | -                     |                 |              | Nr. 29 in de Single Top 100                        |
| De houthakker (Der holzmichel)                                | 01-2005               | -                     |                 |              | Nr. 87 in de Single Top 100                        |
| Alles heeft een einde                                         | 02-2006               | -                     |                 |              | Nr. 26 in de Single Top 100                        |
| Jodeljump                                                     | 02-2007               | -                     |                 |              | met DJ DaRoon / Nr. 82 in de Single Top 100        |
| PSV jump                                                      | 2007                  | -                     |                 |              | met DJ DaRoon / Nr. 5 in de Single Top 100         |
| Hoog is de zolder                                             | 01-2008               | -                     |                 |              | Nr. 33 in de Single Top 100                        |
| In de Sneekweek                                               | 2008                  | -                     |                 |              |                                                    |
| Allemaal Snekers                                              | 2008                  | -                     |                 |              | Met Johan Vlemmix                                  |
| Marsepein en speculaas                                        | 2008                  | -                     |                 |              |                                                    |
| Rose Marie                                                    | 01-2009               | -                     |                 |              | Nr. 76 in de Single Top 100                        |
| De poes van tante Loes                                        | 01-2010               | -                     |                 |              | Nr. 27 in de Single Top 100                        |
| Oranje Jump                                                   | 2010                  | -                     |                 |              |                                                    |
| Dorst                                                         | 02-2011               | -                     |                 |              | Nr. 58 in de Single Top 100                        |
| Bonnie hoep                                                   | 2012                  | -                     |                 |              | Nr. 68 in de Single Top 100                        |
| Houd er de moed maar in                                       | 2013                  | -                     |                 |              |                                                    |
| We heffen de glazen                                           | 2013                  | -                     |                 |              | Nr. 72 in de Single Top 100                        |
| De Allermansdans                                              | 2014                  | -                     |                 |              |                                                    |
| Rio here we go!                                               | 2014                  | -                     |                 |              |                                                    |
| Het Bier                                                      | 2015                  | -                     |                 |              | Ft. DJ Syb & DJ Ronald                             |
| Maste Sjen                                                    | 2015                  | -                     |                 |              | Als Coen en Sander & de Zware Jongens              |
| Juf Marietje                                                  | 13-01-2016            | -                     |                 |              |                                                    |
| Hoog is de zolder 2017                                        | 26-01-2017            | -                     |                 |              |                                                    |
| De Kneu                                                       | 10-01-2018            | -                     |                 |              |                                                    |
| Kampi kampi kampioen                                          | 2018                  | -                     |                 |              |                                                    |
| Lege Krattenwals                                              | 2018                  | -                     |                 |              |                                                    |
| Lajuktzieng                                                   | 01-02-2019            | -                     |                 |              |                                                    |
| Virgil van Dijk                                               | 2019                  | -                     |                 |              |                                                    |
| Skûtsjesilen, Skûtsjesilen                                    | 2019                  | -                     |                 |              |                                                    |
| Jannewietske, wat is 't stil                                  | 2019                  | -                     |                 |              |                                                    |
| Jodeljump 2.0                                                 | 2019                  | -                     |                 |              |                                                    |
| Melk                                                          | 2019                  | -                     |                 |              |                                                    |
| Krijg ik nog wat te zuipen                                    | 2020                  | -                     |                 |              |                                                    |
| De Snor van Johan Drerksen                                    | 2020                  | -                     |                 |              |                                                    |
| Het alfabet                                                   | 2021                  | -                     |                 |              |                                                    |
| Fokkerdefok                                                   | 2022                  | -                     |                 |              |                                                    |
| Lekker drinken, lekker zuipen                                 | 2022                  | -                     |                 |              |                                                    |
| I dont want to talk about it                                  | 2022                  | -                     |                 |              |                                                    |
| Ella Ella (dat zijn de Nederlanders)                          | 2022                  | -                     |                 |              |                                                    |
| Zie gingds komt de stoomboot                                  | 2022                  | -                     |                 |              |                                                    |
| We can come an end                                            | 2022                  | -                     |                 |              | met Louis van Gaal                                 |
| Met kerst ben ik zat                                          | 2022                  | -                     |                 |              |                                                    |
| Jij bent gek                                                  | 2022                  | -                     |                 |              |                                                    |
| Gecremeerde kroket                                            | 2023                  | -                     |                 |              |                                                    |
| De Kneu (Dr Rude remix)                                       | 2023                  | -                     |                 |              |                                                    |
| Lied voor de visser                                           | 2023                  | -                     |                 |              |                                                    |
| Het beste medicijn                                            | 2023                  | -                     |                 |              |                                                    |
| Oh Mona                                                       | 2023                  | -                     |                 |              |                                                    |
| Niet geschoten is altijd mis                                  | 2023                  | -                     |                 |              |                                                    |
| Bellyhad dance                                                | 2024                  | -                     |                 |              |                                                    |
| Het bier niet te lang laten staan                             | 2024                  | -                     |                 |              |                                                    |
| Gratis                                                        | 2025                  | -                     |                 |              |                                                    |
| Munne nasibal                                                 | 2025                  | -                     |                 |              |                                                    |

## Trivia
- Op Anton aus Tirol is Dam niet te horen, omdat hij toen met een hernia in het ziekenhuis lag.